# کونارفکا
کونارفکا (انگلیسی: Konarevka) یک شهرک در شهرستان ملئوزوفسکی استان باشقیرستان کشور روسیه است.